# DBpedia
 Denne artikel bør gennemlæses af en person med fagkendskab for at sikre den faglige korrekthed.
    
Artiklen er fra denne tyske og indeholder måske udtryk der har andre faste vendinger på dansk

DBpedia er et samarbejdsprojekt mellem Universität Leipzig, Freie Universität Berlin og OpenLink Software om at trække struktureret information ud af Wikipedia og gøre det anvendeligt i andre sammenhænge, herunder at forbinde indholdet med informationer fra andre internet- eller web-anvendelser.
Wikipedia-artikler består for det mest af flydende tekst, men der indgår også struktureret information, for eksempel informationsbokse, tabeller, kategorier, geografiske koordinater og eksterne henvisninger til information uden for Wikipedia (Internet-links). Disse informationer kan trækkes ud og anvendes som datagrundlag for mere komplicerede forespørgsler. September 2011 havde DBpedia 3,64 millioner "data-sæt" med mere end en milliard enkeltdata.
Som standard for alle disse data benyttes Resource Description Framework (RDF), og som kilde er hidtil brugt Wikipedia på sprogene engelsk, tysk, fransk, spansk, italiensk, portugisisk, polsk, svensk, nederlandsk, japansk, kinesisk, russisk, finsk og norsk. Datasættene er tilgængelige under licensen "GNU Free Documentation License" og forbundet med andre frie datasamlinger (Open Data) med RDF-standarden som for eksempel Freebase, Open Cyc, UMBEL, GeoNames, MusicBrainz, CIA World Factbook, New York Times' Linked Open Data-projekt, Digital Bibliography & Library Project, Project Gutenberg, Jamendo, Eurostat og United States census.